# تيتان (غاطسة)
تيتان، التي كانت تسمى سابقًا سايكلوبس 2 (بالإنجليزية: Cyclops 2)‏ هي غاطسة تجريبية انفجرت في 18 يونيو 2023 أثناء نقلها لمجموعة من السياح لزيارة حطام تيتانيك، وهي من إنتاج شركة أوشان غيت، والتي كانت أول غاطسة مملوكة ملكية خاصة تصل إلى عمق أقصى يبلغ 4,000 م (13,000 قدم)، وأول غاطسة ذات بدن مصنوع من مادة التيتانيوم والألياف الكربونية المركبة.

رسم تخطيطي لتيتان